# Stockcar (Amerika)

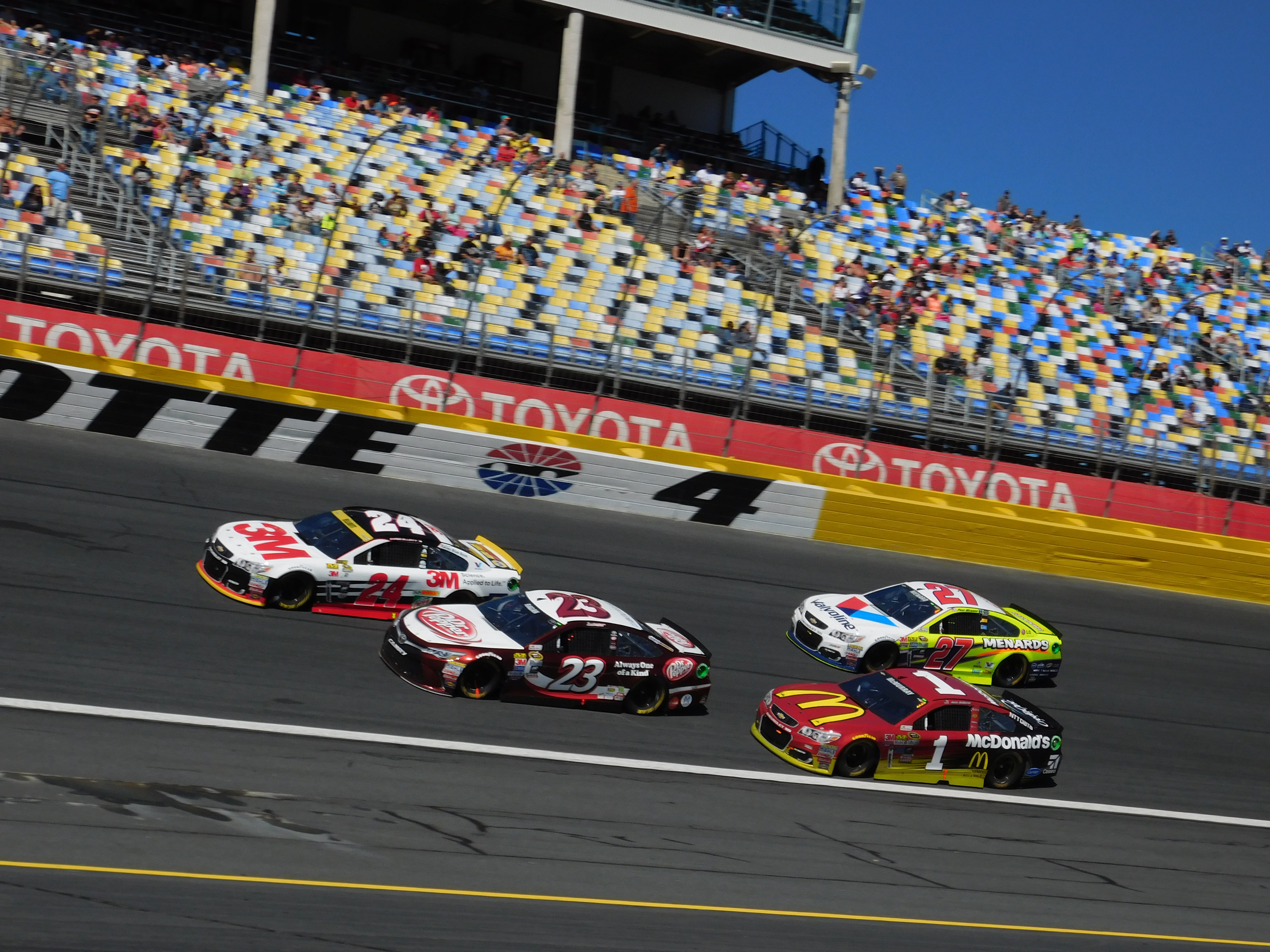
NASCAR-Rennen in Charlotte

Stockcar, auch Stock-Car oder Stock Car, bezeichnet in der amerikanischen Version eine ursprünglich aus Nordamerika stammende Rennsportklasse deren Wettbewerbe auf Ovalkursen und Straßenkursen mit einer Länge von 0,25 bis 2,66 Meilen (0,4 bis 4,3 km) ausgetragen werden. Neben den vorrangig benutzten asphaltierten Kursen kommen historisch bedingt auch unbefestigte „Dirt-Tracks“ dafür zum Einsatz. Der Name ergibt sich geschichtlich aus der ursprünglichen Verwendung von Serienfahrzeugen („stockcar“ – „Auto aus dem Lager“). Heute werden jedoch speziell für den Rennsport gebaute und optimierte Fahrzeuge eingesetzt. Größter und bekanntester Dachverband ist die nordamerikanische NASCAR, deren bekannteste Serie die NASCAR Cup Series als professionelle Stock-Car-Rennserie auf höchstem Niveau ist. Daneben gibt es auch Stockcar-Serien und Veranstaltungen in anderen Ländern und Regionen.

## Geschichte

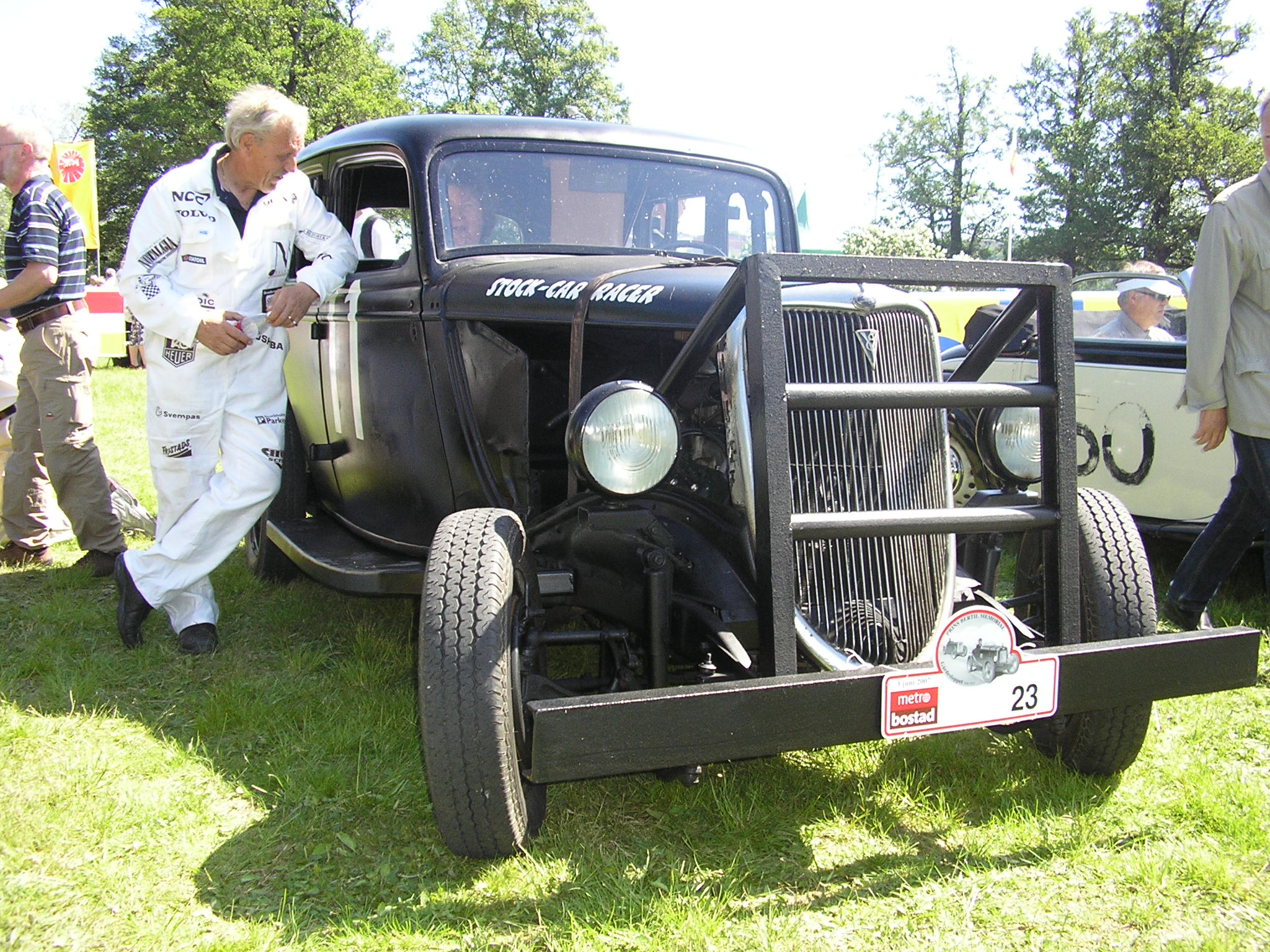
Eines der ersten Stockcar-Rennfahrzeuge (1934)

In den 1920er Jahren mussten die nordamerikanischen Alkoholschmuggler („moonshine runners“) während der Prohibition oft vor den Behörden fliehen. Zu diesem Zweck rüsteten sie ihre möglichst unauffälligen, serienbelassenen Fahrzeuge leistungsstark auf. Mit der Zeit entstanden aus gegenseitigen Herausforderungen untereinander gemeinsame Läufe und in den frühen 1930er Jahren kam es schließlich zu organisierten Veranstaltungen. Das Hauptproblem der Rennen war das Fehlen eines einheitlichen Regelwerks für die verschiedenen Strecken. Als Bill France Sr. dieses Problem erkannte, berief er ein Treffen im Streamline Hotel ein, um eine Organisation zu gründen, die die Regeln vereinheitlichen sollte.
Als die NASCAR 1948 von France Sr. gegründet wurde, um die Stock-Car-Rennen in den USA zu regeln, musste jedes Auto, das an den Start ging, vollständig aus Teilen bestehen, die im Handel erhältlich waren. Außerdem mussten die Autos Modelle sein, von denen mehr als 500 Stück verkauft worden waren. Dies wird als Homologation bezeichnet. In den Anfangsjahren der NASCAR waren die Autos so „serienmäßig“, dass es üblich war, dass die Fahrer mit dem Auto, das sie im Rennen einsetzen wollten, zu den Wettkämpfen fuhren. Während die Technologie der Automotoren während des Zweiten Weltkriegs stagnierte, lieferte die fortgeschrittene Entwicklung von Flugzeugkolbenmotoren eine Menge verfügbarer Daten, und die NASCAR wurde gerade zu dem Zeitpunkt gegründet, als einige der verbesserten Technologien für Serienautos verfügbar wurden. Bis zum Aufkommen der Trans-Am-Serie im Jahr 1967 waren die NASCAR-Homologationsautos das, was die Öffentlichkeit am ehesten kaufen konnte und was den Autos, die die nationalen Rennen gewannen, tatsächlich sehr ähnlich war.

## Fahrzeugtechnik und -Klassen
Ein Stock-Car im ursprünglichen Wortsinn ist ein Automobil, das gegenüber seiner ursprünglichen Werkskonfiguration nicht verändert wurde. Später wurde der Begriff „Stock Car“ für jedes serienmäßige Automobil verwendet, das im Rennsport eingesetzt wird. Dieser Begriff wird verwendet, um ein solches Auto von einem „Rennwagen“ zu unterscheiden, einem speziellen, maßgeschneiderten Auto, das nur für Rennzwecke entwickelt wurde. In der Regel werden die Rennen heute mit reinen Sportwagenprototypen, sogenannten Silhouettenfahrzeugen, ausgetragen, die nur noch äußerlich den Serienfahrzeugen ähneln, aber traditionell immer noch Stockcar genannt werden.

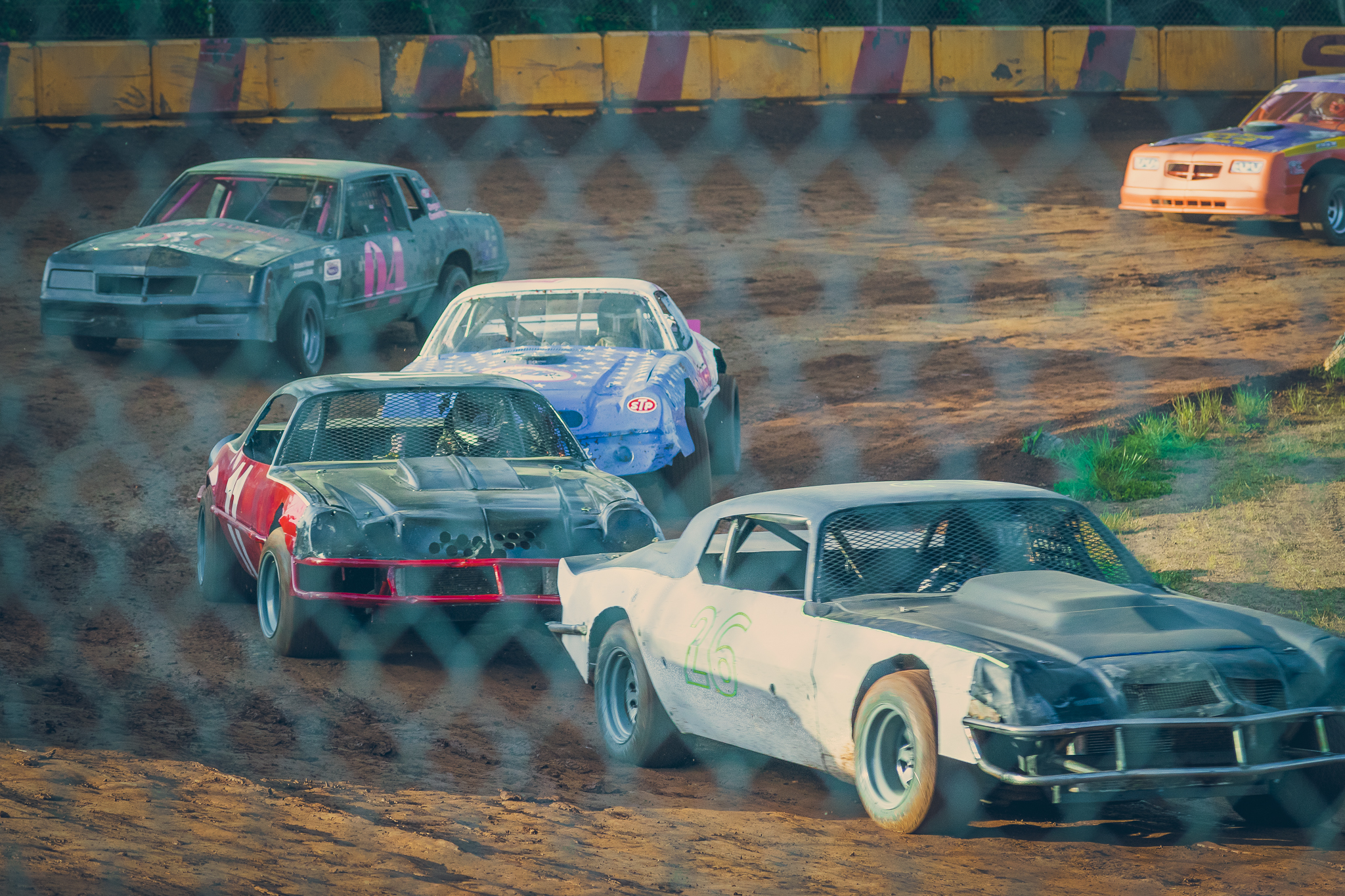
Pure Stock Rennen auf einem Dirt Track

### Street Stock / Pure Stock
Ursprünglichste Form der  Stock-Car-Rennen, bei der nur Serienfahrzeuge zugelassen sind, die von der Allgemeinheit gekauft werden können, werden heute manchmal als „Street Stock“, „Pure Stock“, „Hobby Stock“, „Showroom Stock“ oder „U-Car“-Rennen bezeichnet. 1972 startete der SCCA seine erste Showroom-Stock-Rennserie mit einer Preisobergrenze von 3.000 $ für die Fahrzeuge. Einige moderne Showroom-Stock-Serien erlauben Sicherheitsmodifikationen an den Autos.

### Super Stock
Superstock-Klassen ähneln den Streetstock-Klassen, erlauben aber mehr Modifikationen am Motor. Die Leistung liegt normalerweise im Bereich von 500–550 PS (373–410 Kilowatt). Die Reifenbreite ist in der Regel auf 8 Zoll (200 mm) begrenzt.

### Modifieds
Modifieds ähneln in ihrem Grundaufbau einer Mischung aus offenen Formelwagen Fahrzeugen und Stock Cars. Unter der abnehmbaren Fahrzeugshiluette sind die Hinterräder durch Kotflügel abgedeckt, während die Vorderräder und der Motor freiliegen. Diese Art von Rennen, die nach dem Zweiten Weltkrieg in den Vereinigten Staaten populär wurde, zeichnete sich schon früh dadurch aus, dass die Teilnehmer ihre Pkw umbauten, um höhere Geschwindigkeiten zu erreichen. In vielen Regionen, insbesondere an der Ostküste, gelten diese Fahrzeuge als die höchste Klasse der Stock-Cars im lokalen Rennsport. Die aktuelle Version dieser Autos wird als „Generation 7“ bezeichnet.

### Late Models

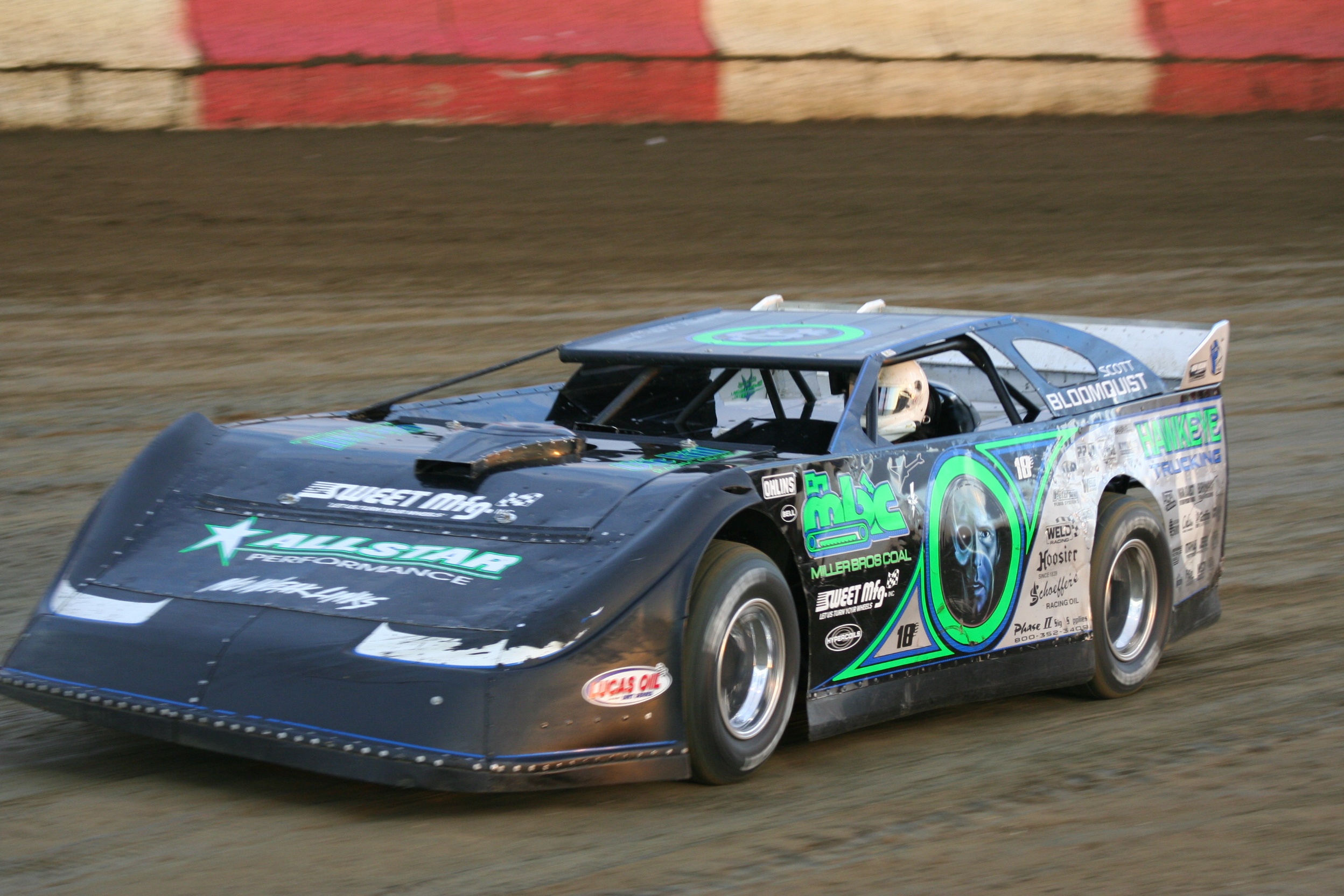
Late Model Rennfahrzeug

Late Models sind die am meisten modifizierte Klasse von Stock Cars bei lokalen Rennen. Die Regeln für den Bau eines Late Model Cars variieren von Region zu Region und sogar von Rennstrecke zu Rennstrecke. Zu den gängigsten Varianten (auf asphaltierten Strecken) gehören Super Late Models (SLM), Late Model Stock Cars (LMSC) und Limited Late Models (LLM). Ein Late Model kann eine Spezialanfertigung oder ein stark modifiziertes Straßenfahrzeug sein.

## Wichtigste Serien
| Land / Region          | Meisterschaft                                         |
| ---------------------- | ----------------------------------------------------- |
| USA                    | NASCAR Cup Series (Division 1 NASCAR)                 |
| USA                    | NASCAR Xfinity Series (Division 2 NASCAR)             |
| USA                    | NASCAR Camping World Truck Series (Division 3 NASCAR) |
| Mexico                 | NASCAR Mexico Series                                  |
| Canada                 | NASCAR Pinty’s Series                                 |
| Europa                 | NASCAR Whelen Euro Series                             |
| Brasilien              | Stock Car Brasil                                      |
| Vereinigtes Königreich | VSR V8 Trophy                                         |
| USA / Canada           | American Canadian Tour                                |
| USA / Canada           | Pro All Star Series                                   |
| USA / Canada           | Super DIRTcar Series                                  |